# Magnaplast
Magnaplast – przedsiębiorstwo zajmujące się przetwórstwem tworzyw sztucznych, producent m.in. systemów kanalizacyjnych.
Specjalizuje się w produktach takich jak:
- rury i kształtki systemów kanalizacji wewnętrznej (w tym niskoszumowych),
- rury i kształtki systemów kanalizacji zewnętrznej,
- systemy studni,
- rury i kształtki wodociągowe,
- rury i kształtki systemu drenarskiego.

Magnaplast działa w Polsce od 1994 roku z lokalizacją w Sieniawie Żarskiej. Właścicielem marki jest niemiecki holding Ostendorf Kunststoffe GmbH (Vechta, Niemcy).